# Dean Spielmann
Pour les articles homonymes, voir Spielmann.
Dean Spielmann, né le 26 octobre 1962 à Luxembourg, est un juriste luxembourgeois et ancien président de la Cour européenne des droits de l'homme du Conseil de l'Europe à Strasbourg. Il est le juge désigné par le Luxembourg depuis 2004, président de la cinquième section de la Cour depuis 2011 et est élu vice-président peu de temps avant d'avoir été désigné président en 2012 jusqu'au 21 octobre 2015, remplacé par Guido Raimondi. Il est aussi membre de l'Institut Grand-ducal du Luxembourg et a enseigné dans les universités de Luxembourg, Nancy et Louvain.

## Biographie

### Jeunesse et formation
Dean Spielmann est né au Luxembourg et étudie le droit à l'université catholique de Louvain en Belgique (Licence en droit, 1988) et au Fitzwilliam College à Cambridge au Royaume-Uni (Master of Laws, 1990),.

### Carrière
Dean Spielmann est admis au barreau du Luxembourg en 1989 et exerce comme avocat jusqu'en 2004. De 1991 à 1997, il est assistant d'enseignement en droit pénal à l'université catholique de Louvain. Il enseigne aussi à l'université du Luxembourg de 1996 à 2004 et à l'université de Nancy de 1997 à 2008.
Le 24 juin 2004, il est élu au poste de juge désigné par le Luxembourg à la Cour européenne des droits de l'homme et exerce ses fonctions à partir du 30 août suivant et de président de la cinquième section de la Cour à partir du 1er février 2011. Il est élu vice-président de la Cour le 13 septembre 2012 et devient président de celle-ci le 1er novembre suivant pour un mandat de trois ans.
Dean Spielmann préside la Cour lorsque celle-ci statue sur l'affaire Tymochenko c/ Ukraine en reconnaissant une violation des droits à la liberté et à la sureté de la plaignante et son droit à une indemnisation pour détention illégale.